# 海豚總動員
《海豚總動員》（英語：Magic Arch），是一部由俄羅斯導演瓦西里羅文斯基(Vasiliy Rovenskiy)執導的俄羅斯動畫冒險電影。

## 劇情
一隻叫戴菲的藍色海豚某天意外在海底發現了一道神祕的拱門，只要通過拱門就可以變成自己想成為的魚類。
沒想到住在海底的邪惡海鰻們，也發現了這個祕密，並試圖控制拱門來征服海底世界。戴菲不得已，只好找尋失聯一年多的爸爸，團結起來一起阻止海鰻們的野心。

## 配音員
| 配音                | 配音 | 角色   |
| 俄語                | 中文 | 角色   |
| ------------------- | ---- | ------ |
| 艾力克西·沃洛布尤夫 |      | 戴菲   |
| 波琳娜·加加林娜     |      | 米亞   |
| 菲利普·基尔科罗夫   |      | 屋大維 |
|                     |      | 阿爾法 |
|                     |      | 朵拉   |

## 發行
本片於2020年12月3日在俄羅斯上映，於2021年1月29日在台灣上映。